# Leucothyreus gregoris
Leucothyreus gregoris är en skalbaggsart som beskrevs av Ohaus 1918. Leucothyreus gregoris ingår i släktet Leucothyreus och familjen Rutelidae. Inga underarter finns listade i Catalogue of Life.